# 화성시 정
화성시 정은 대한민국의 국회의원 선거구이다. 경기도 화성시의 일부 지역을 관할한다. 현직 국회의원은 더불어민주당의 전용기이다.

## 역사
제22대 국회의원 선거를 앞두고 화성시 선거구가 개편됨에 따라 화성시 을 선거구의 일부 지역과 화성시 병 선거구의 일부 지역을 편입해 신설되었다.

## 관할 구역
| 대수  | 관할 구역                                         |
| ----- | ------------------------------------------------- |
| 22대~ | 화성시 반월동, 동탄1동, 동탄2동, 동탄3동, 동탄5동 |

## 역대 국회의원
| 선거   | 정당 | 정당         | 의원   |
| ------ | ---- | ------------ | ------ |
| 2024년 |      | 더불어민주당 | 전용기 |

## 역대 선거 결과

### 대한민국 제22대 국회의원 선거
|  | 55.72% |

|  | 34.09% |

|  | 9.22% |

|  | 0.94% |

## 같이 보기
- 화성시 갑
- 화성시 을
- 화성시 병
- 화성시의 국회의원